# Piloto (Elementary)
Piloto (en inglés, Pilot) es el primer episodio de la serie norteamericana Elementary. Emitido por primera vez el 27 de septiembre de 2012; escrito por Robert Doherty y dirigido por Michael Cuesta, con 13.41 millones de espectadores en su emisión. En España se estrenó el 29 de enero de 2013. 

## Sinopsis
Joan Watson (Lucy Liu) empieza su día saliendo a correr, pero durante sus ejercicios recibe una llamada: el paciente que debía empezar a tratar ha huido de la clínica de rehabilitación. De esa forma se dirige a casa de su cliente, por si le encontrara allí.
Al llegar se cruza una mujer que salía. En el interior se presenta a Sherlock Holmes (Johnny Lee Miller), quien en un principio parece haberse enamorado a primera vista de Joan, aunque al rato demuestra que había memorizado las frases de un video que tenía puesto en la televisión. 

## Reparto
- Jonny Lee Miller es Sherlock Holmes
- Lucy Liu es Joan Watson
- Aidan Quinn es el Capitán Toby Gregson
- Dallas Roberts es el Dr. Richard Mantlo
- Manny Pérez es el Detective Javier Abreu
- Jonathan Walker es Harrison Polk
- Kristen Bush es Eileen Renfro
- Craig Walker es Peter Saldua